# Muli (Malediwy)
Muli (malediw. މުލި) – wyspa na Malediwach, stolica atolu Meemu. Według danych na rok 2014 liczyła 860 mieszkańców.